# Flødstrup Sogn

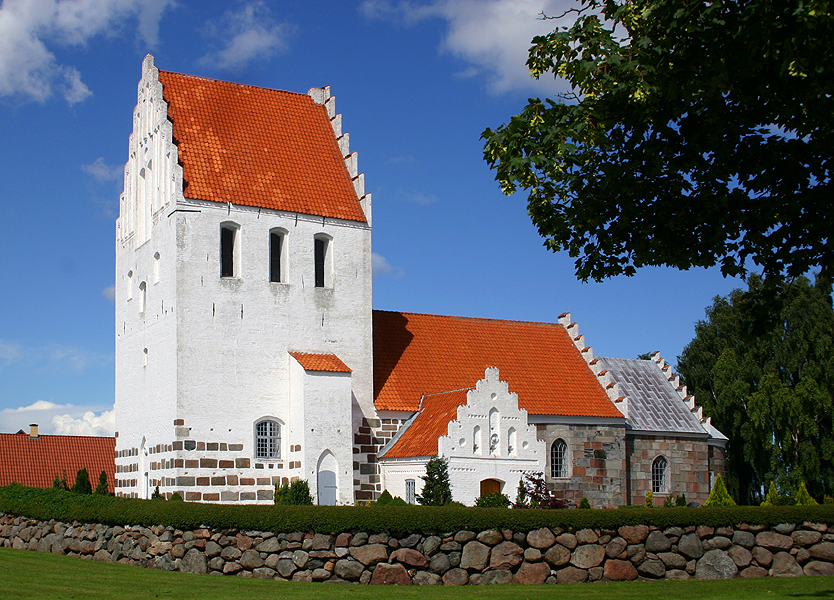
Vor Frue Kirke in Flødstrup

Flødstrup Sogn ist eine Kirchspielsgemeinde (dän.: Sogn)
auf der Insel Fyn (dt.: Fünen) im südlichen Dänemark.
Bis 1970 gehörte sie zur Harde Vindinge Herred im damaligen Svendborg Amt, danach zur Ullerslev Kommune im
Fyns Amt, die im Zuge der  Kommunalreform zum 1. Januar 2007 in der
Nyborg Kommune in der Region Syddanmark aufgegangen ist.
Im Kirchspiel leben 895 Einwohner (Stand: 1. Januar 2023).
Im Kirchspiel liegt die Kirche „Vor Frue Kirke“ (dt.: Unsere Frau).
Nachbargemeinden sind im Südosten Bovense Sogn, im Süden Aunslev Sogn und im Südwesten Ullerslev Sogn, ferner in der nördlich benachbarten Kerteminde Kommune im Westen Rynkeby Sogn und im Norden Revninge Sogn.

## Persönlichkeiten
- Svend Horn (1906–1992), Politiker